# جزیره والیس
جزیره والیس (به فرانسوی: Wallis (island)) یک جزیره در فرانسه است که در والیس و فوتونا واقع شده‌است.